# Festung Namhansanseong
Die Festung Namhansanseong (koreanisch 남한산성, dt. etwa „Süd-Han-Berg-Festung“) ist eine koreanische Bergfestung, die etwa 15 Kilometer südöstlich von Seoul 480 m über dem Meer auf dem Namhansan (Berg südlich des Han-Flusses, 남한산 Hanja 南漢山) liegt. Die meisten Festungsanlagen und Tempel in der Festung stammen aus dem 17. Jahrhundert. Im Jahr 2014 wurde die Festung von der UNESCO als Weltkulturerbestätte in das UNESCO-Welterbe aufgenommen.

## Frühe Geschichte
Die Tradition verbindet die Festung mit König Onjo, dem Gründer des Königreichs Baekje. Im Jahre 672 wurde eine Festung mit dem Namen Chujangseong (書長城) am Westhang des Namhansan Berges gebaut, um das Königreich Silla vor der Tang-Dynastie zu schützen. Danach wurde die Festung in Iljangseong (日長城) umbenannt. Die Könige des Goryeo-Reiches benutzten die Festung als Verteidigungsvorposten für Gwangju, eine nahegelegene Provinzhauptstadt.
Der größte Teil der heutigen Festung stammt aus der Joseon-Dynastie. Der Bau begann 1624, als die Mandschu die Ming-Dynastie bedrohten. 1636 fielen die Mandschu ein und Injo musste mit seinem Hof und seinen 13.800 Soldaten in die Festung fliehen. Hier wurden sie gut verteidigt und der König genoss den Schutz einer Leibwache von 3000 Mönchen. Die Mandschu konnten die Festung nicht erstürmen, aber nach einer Belagerung von 45 Tagen gingen die Nahrungsvorräte aus und der König musste sich ergeben, indem er seine Söhne als Geiseln auslieferte und seine Loyalität zur Ming-Dynastie aufgab. Das Samjeondo-Denkmal (三田渡碑) wurde an der südlichen Straße von Seoul nach Namhansanseong errichtet, um an dieses Ereignis zu erinnern.
Nachdem sich die Mandschu zurückzogen, blieb Namhanseong unverändert bis zur Herrschaft von König Sukjong von Joseon, der die Festung vergrößerte und 1686 Pongamseong an der nordöstlichen Ecke der Festung errichtete. Ein weiterer Anbau, Hanbongseong, wurde 1693 entlang des Kamms östlich der Festung gebaut.

## Die Festungsmauer
Die Festung wird von einer etwa acht Kilometer langen und bis zu sieben Meter hohen Mauer umgeben, die einige Tore hat.
Die Mauer ist zu großen Teilen, vor allem im Süden restauriert und von Besuchern begehbar.
Einige Teile, vor allem im Norden zerfallen aber weiterhin und werden überwuchert.
Der gemauerte Befestigungswall erinnert ein wenig an die Chinesische Mauer.

## Heutiger Zustand
Die Festung hatte keine Verwendung mehr und verfiel langsam bis 1954, als sie zum Nationalpark erklärt wurde und Restaurierungsarbeiten begannen.
Ursprünglich gab es in der Festung neun Tempel sowie einige Gefechtsstände und Wachtürme.
Heute sind davon nur noch der Gefechtsstand Seojangdae (西將台) und der Tempel Changgyeongsa übrig.
Es gibt noch einige neuere Tempel am Weg hoch zum Südtor und zur Festungsmauer.
Am Gefechtsstand Seojangdae (西將台) hielt sich Injo während der Belagerung von 1636 auf.
Das erste Stockwerk wurde 1751 hinzugefügt und der Pavillon wurde in Mumangnu (無忘樓) „vergessener Turm“ umbenannt.
Dieser Name bezieht sich offenbar auf die unvergessliche Schande der Kapitulation gegenüber den Mandschu.
Der Schrein von Chonggyedang kommt aus derselben Zeit und wurde zu Ehren von Yi Hoe gebaut, der irrtümlicherweise für seine Verantwortung beim Bau des südlichen Teils von Namhansanseong hingerichtet wurde.
Einige geschichtlich weniger bedeutsame Anlagen wie Sungnyeoljeon (崇烈殿, 1638 gebaut) und Chimgwajeong werden mit dem Baekje Herrscher Onjo in Verbindung gebracht.
Unweit der westlichen Mauer stand Songsu-tap (頌壽塔), ein Turm mit einem Phönix aus Metall darauf, gebaut für den 80. Geburtstag von Präsident Rhee Syng-man 1955.
Als seine Regierung 1960 von Studentenprotesten gestürzt wurde, wurde der Turm zerstört.

## Namhansanseong als Naherholungsgebiet
Inzwischen ist die Festung ein beliebtes Naherholungsgebiet, das etwa 30 Kilometer südöstlich Seouls liegt und mit der U-Bahn gut zu erreichen ist.
Fast das gesamte Gelände ist bewaldet und bietet Abwechslung für die Einwohner von Seoul, die zumeist in Wohnblocks wohnen.
Im Inneren der Festungsmauern befinden sich Restaurants für die Besucher und Parkplätze.
Von der U-Bahn Station „Namhansanseong“ der Linie 8 sind es wenige Kilometer, die man zu Fuß, mit Taxi oder mit einem Bus zurücklegen kann.

## Weltkulturerbe
Namhansanseong wurde von dem Welterbekomitee auf seiner Sitzung am 7. Juli 2014 in Doha, Katar in die Liste der UNESCO-Weltkulturerbe aufgenommen.
Die Welterbestätte besteht aus zwei voneinander getrennten Arealen. Diese umfassen insgesamt einen Schutzbereich von 409,06 ha und sind von einer gemeinsamen Pufferzone mit einer Fläche von 853,71 ha umgeben.
In der Begründung für die Eintragung heißt es unter anderem:

„Als dauerhaft bewohnte Stadt, die über einen langen Zeitraum hinweg Provinzhauptstadt war, enthält [Namhansanseong] innerhalb seiner befestigten Mauern Zeugnisse für verschiedene Arten von militärischen, zivilen und religiösen Gebäuden.“

Die Eintragung erfolgte aufgrund der Kriterien (ii) und (iv).

„(ii): Das System der Befestigungsanlagen von Namhansanseong verkörpert eine Synthese der Kunst der Verteidigung im Fernen Osten zu Beginn des 17. Jahrhunderts. Es leitet sich ab aus einer erneuten Überprüfung der chinesischen und koreanischen Standards der städtischen Befestigung und aus Ängsten, die durch neue Schusswaffen aus dem Westen geweckt wurden. Namhansanseong markiert einen Wendepunkt in dem Entwurf von Bergfestungen in Korea, und es beeinflusste seinerseits den Aufbau von Zitadellen in der Region.“

„(iv): Namhansanseong ist ein herausragendes Beispiel für eine befestigte Stadt. Im 17. Jahrhundert als Nothauptstadt für die Joseon-Dynastie entworfen, wurde es gebaut und dann von buddhistischen Soldatenmönchen verteidigt, die an dieser Stelle bereits bestehende Traditionen beachteten.“

## Filme
Der 2017 erschienene südkoreanische Historienfilm The Fortress inszeniert die Belagerung der Festung durch die Armee der Qing-Dynastie im Jahr 1636.

## Anmerkung
- a) Der Hanja-Schriftzug des militärischen Baus Seojangdae – 守禦將臺 wird im klassischen Schreib- und Leserichtung horizontal von rechts nach links gelesen.